# Dalima
Dalima is een geslacht van vlinders van de familie spanners (Geometridae), uit de onderfamilie Ennominae.

## Soorten
- D. acutaria Leech, 1897
- D. apicata Moore, 1867
- D. calamina Butler, 1880
- D. columbinaria Leech, 1897
- D. delineata Warren, 1894
- D. gigantea Swinhoe, 1897
- D. honei Wehrli, 1924
- D. intricata Warren, 1893
- D. latitans Warren, 1893
- D. lucens Warren, 1893
- D. mjobergi Prout, 1926
- D. nubilata Hampson, 1895
- D. ochrearia Leech, 1897
- D. patularia Walker, 1860
- D. schistacearia Moore, 1867
- D. subferrugineata Poujade, 1895
- D. subflavata Felder, 1873
- D. truncataria Moore, 1867
- D. variaria Leech, 1897
- D. vulpinaria Moore, 1887